# 나라오정
나라오정(奈良尾町)은 나가사키현 고토열도 나카도리의 남동부에 있던 정이다. 2004년 8월 1일에, 아리카와정·가미고토정·와카마쓰정·신우오노메정과 합병해 신카미고토정이 되었다.

## 역사
- 1889년 4월 1일 - 정촌제 시행에 의해 미나미마쓰우라군 나라오촌이 성립하였다.
- 1943년 12월 8일 - 정으로 승격해 나라오정이 되었다.
- 2004년 8월 1일 - 아리카와정·가미고토정·와카마쓰정·신우오노메정과 합병해 신카미고토정이 되었다.

## 교육

### 중학교
- 나라오정립 나라오 중학교

### 초등학교
- 나라오정립 나라오 초등학교
- 나라오정립 이와세우라 초등학교

이와세우라 초등학교는 신카미고토초에 합병된 후 나라오 초등학교와 통합되었다.